# Celeste Mendoza
Celeste Mendoza (Santiago de Cuba, 6 de abril de 1930 - La Habana, 22 de noviembre de 1998), fue una cantante cubana de salsa.

## Biografía
Celeste Mendoza nació en Santiago de Cuba en 1930. Se hizo muy conocida por cantar guaguancó
, la música de las rumbas callejeras, una forma de música que se solía asociar casi exclusivamente a cantantes masculinos.
Inició su carrera profesional como bailarina, presentándose en varios cabarets, incluyendo espectáculos coreografiados por "Rodney" Neyras en el Tropicana. A finales de la década de 1950 firmó con Gema Records e hizo una serie de grabaciones con la orquesta de Bebo Valdez. También grabó con la banda de Ernesto Duarte Brito. Mendoza realizó una gira internacional y, en 1965, se presentó en el Olympia de París con la Orquesta Aragón y Los Zafiros como parte del espectáculo Gran Music Hall de Cuba.
Su carrera decayó a fines de la década de 1960, pero volvió a la atención del público en la década de 1980, actuando en festivales y grabando con el grupo de resurgimiento del son Sierra Maestra. Luego grabó con Los Papines y con Clave y Guaguancó.

## Discografía
- Celeste, Mucha Celeste (1992)
- Guapachosa (1994)
- Cuba (1993)
- Papa Oggun (1996)
- Reina de Island Soul (1998)
- Reina del Guaguanco (2000)
- Que Me Castigue Dios Y Otros Exitos (2000)
- Celeste Mendoza Con Sierra Maestra (2000)
- Soberana (2002)
- Reino De La Rumba (2002)